# ヴラトコ・アンドノフスキ
ヴラトコ・アンドノフスキ (Vlatko Andonovski、1976年9月14日 - )は、マケドニア（北マケドニア）出身のサッカー指導者。元サッカー選手。2019年から2023年までサッカーアメリカ合衆国女子代表の監督を務めていた。

## 選手時代
マケドニアのプロサッカーリーグ・プルヴァ・マケドンスカ・フドバルスカ・リーガに所属するFKラボトニツキやFKマケドニヤ・ジョルチェ・ペトロフ、FKバルダールといった様々な欧州のクラブで6シーズンプレーした。
2000年、ナショナルプレミアリーグ（NPSL）のウィチタ・ウイングスでプレーし、その後はメジャー・インドア・サッカーリーグ（MISL）のカンザスシティ・コメッツや、カリフォルニア・クーガー、フィラデルフィア・KiXXでプレーした。

## 指導者時代
指導者としてのキャリアの始まりはカンザスシティにあるいくつかのユースチームを指導したのち、2010年にアメリカのプロインドアサッカーリーグ・メジャー・アリーナ・サッカーリーグ（MASL）のカンザスシティ・コメッツのアシスタントコーチに就任。
2012年12月5日、NWSLのFCカンザス・シティの初代監督に就任。シーズン最初の10試合を5勝4敗1分けでスタートし、その後10試合負け無しの当時のリーグ新記録を樹立した。8月13日に行われたリーグ最終戦のシカゴ・レッドスターズ戦では1-1で迎えたアディショナルタイムに失点し、シールド（リーグ1位）を逃した。リーグ2位で進出したプレーオフ準決勝のポートランド・ソーンズ戦では一時は2-0とリードしながら、延長戦の末に2-3で破れ敗退した。
2013年8月29日、カンザスシティ・コメッツの監督に就任。NWSLのオフシーズン期間はコメッツを率いた。翌2014年、FCカンザス・シティはレギュラーシーズンを12勝7敗5分けの2位で終え、プレーオフ準決勝でポートランド・ソーンズ（シーズン3位）を2-0で下し、決勝でシアトル・レインFC（シーズン1位）を2-1で破り、初優勝を果たした。
2015年、FCカンザス・シティはレギュラーシーズンを9勝6敗5分けの3位で終え、プレーオフ準決勝でシカゴ・レッドスターズ（シーズン2位）を3-0で下し、2年連続同じ組み合わせとなった決勝で再びシアトル・レインFC（シーズン1位）を1-0で破り、2年連続で優勝を果たした。
2016シーズン、FCカンザスシティは7勝8敗5分けの6位に終わり、2013年に監督就任以降初めてプレーオフ進出を逃してしまい、その後退任した。
2017シーズン、FCカンザス・シティは8勝9敗7分けの7位に終わり、2年連続でプレーオフ進出を逃した。シーズン終了後、FCカンザス・シティは活動を停止し、チームは新規参入の「ユタ・ロイヤルズFC」に引き継がれたが、監督には就任せずにチームを離れた。
2017年11月、ローラ・ハービーの後任としてレインFCの監督に就任。2019年に退任。
2019年10月、ジル・エリスの後任として、アメリカ女子代表の監督に就任。しかし、2023 FIFA女子ワールドカップではラウンド16でPK戦の末にスウェーデンに敗れ史上初のベスト16止まりに終わり、大会終了後の8月17日に監督を退任したことが発表された。

## タイトル

### 選手時代
- カンザスシティ・コメッツ
  - 2002年最成長選手賞、最優秀DF選手賞を受賞。
  - 2005年最優秀選手賞受賞。
  - 2度のMISLオールスターに選出された。

### 指導者時代
- カンザスシティ・コメッツ
  - MISLチャンピオンシップ優勝：1回（2013-14シーズン）

- FCカンザス・シティ
  - 2013年NWSL最優秀監督
  - NWSLチャンピオンシップ優勝：2回（2014年、2015年）